# Cosmic Sin
Cosmic Sin este un film științifico-fantastic de acțiune cu Bruce Willis și Frank Grillo care a fost regizat de Edward Drake.
Filmul a fost lansat în cinematografe și pe VOD și pe platformele digitale la 12 martie 2021.

## Prezentare
Șapte soldați lansează o lovitură preventivă împotriva unei civilizații extraterestre recent descoperite în speranța de a pune capăt unui război interstelar înainte de a începe.

## Distribuție
- Bruce Willis - James Ford[5]
- Frank Grillo - Gen. Eron Ryle[1]
- Brandon Thomas Lee - Braxton Ryle[6]
- Corey Large - Dash
- Perrey Reeves - Dr. Lea Goss
- C.J. Perry - Sol Cantos[6]
- Lochlyn Munro - Alex Locke[6]
- Costas Mandylor - Marcus Bleck
- Adelaide Kane - Fiona Ardene[1]
- Eva De Dominici - Juda Saule

## Producție
Filmările principale s-au finalizat în martie 2020.